# Le Verdict de l'amour
Pour les articles homonymes, voir Perfect Strangers.
Pour plus de détails, voir Fiche technique et Distribution.
Le Verdict de l'amour (titre original : Perfect Strangers ou Vacation from Marriage) est un film américano-britannique réalisé par Alexander Korda, sorti en 1945.

## Synopsis
Un couple se sépare durant la guerre et se retrouve avec l'intention de divorcer, mais finalement recommence à vivre ensemble.

## Fiche technique
- Titre original : Perfect Strangers
- Titre américain : Vacation from Marriage
- Titre français : Le Verdict de l'amour
- Réalisation : Alexander Korda
- Scénario : Clemence Dane (histoire originale), Anthony Pelissier
- Direction artistique : Vincent Korda
- Photographie : Georges Périnal
- Son : A. W. Watkins (en)
- Montage : Edward B. Jarvis
- Musique : Clifton Parker
- Direction musicale : London Symphony Orchestra dirigé par Muir Mathieson
- Production : Alexander Korda
- Sociétés de production : Metro-Goldwyn-Mayer, London Films Limited
- Société de distribution : Metro-Goldwyn-Mayer
- Pays d’origine :  Royaume-Uni,  États-Unis
- Langue originale : anglais
- Format : noir et blanc — 35 mm — 1,37:1 — son Mono (Western Electric Sound System)
- Genre : Comédie dramatique
- Durée : 102 minutes (version originale) ; 93 minutes
- Dates de sortie :
- Royaume-Uni, 15 octobre 1945 ;
- États-Unis, 1er novembre 1945 ;
- France, 6 juillet 1951

## Distribution
- Robert Donat : Robert Wilson
- Deborah Kerr : Catherine Wilson
- Glynis Johns : Dizzy Clayton
- Ann Todd : Elena
- Roland Culver : Richard
- Edward Rigby : Charlie
- Allan Jeayes : commandant
- Bill Owen : un marin
- Roger Moore : un marin
- Elliot Mason : Mme Hemmings
- Eliot Makeham : M. Staines
- Brefni O'Rorke : M. Hargrove
- Ivor Barnard : M. Gumbrill, le chimiste
- Henry Longhurst : quartier-maître
- Bill Shine : Webster
- Brian Weske : Gordon
- Rosamund Taylor : Irene
- Harry Ross : Bill
- Muriel George : Minnie
- Vincent Holman : gardien
- Leslie Dwyer : Stripey
- Cavan Watson : premier maître Scotty McAllister
- Jeanne Carré : Jeannie
- Molly Munks : Meg
- Billy Thatcher : Essex
- Alf Goddard : un marin

## Prix et distinctions
- Oscar de la meilleure histoire originale pour Clemence Dane